# 2024 en Arabie saoudite
Cet article présente les faits marquants de l'année 2024 en Arabie saoudite.

## Évènements
- 5 au 19 janvier : 46e édition du Rallye Dakar.
- 16 juin : environ 2 700 cas d'épuisement dus à la chaleur[1] et quatorze Jordaniens sont tués lors du hajj, dont six à cause de la chaleur[2].
- 24 juin : Le bilan des décès à la Mecque et environ lors du Hajj s'alourdit à plus de 1 300 morts, imputable à des températures dépassant les 49 °C[3].
- 3 juillet au 25 août : première édition de la Coupe du monde d'e-sport (EWC) à Riyad.
- Juillet : le producteur et scénariste Abdulaziz Almuzaini est condamné à 13 ans de prison pour avoir produit un film d'animation satirique sur la société saoudienne[4].